# آنری سواژ
آنری سواژ (انگلیسی: Henri Sauvage؛ ۱۰ مه ۱۸۷۳ – ۲۱ مارس ۱۹۳۲) معمار و طراح اهل فرانسه در سده ۲۰ میلادی بود. وی یکی از مهمترین معماران در جنبش هنر نو فرانسوی، آرت دکو و آغاز معماری نوگرایی بود. وی همچنین یک پیشگام در ساخت و ساز ساختمان‌های مسکن عمومی در پاریس بود. وی در بین سال‌های ۱۹۲۹ تا ۱۹۳۱ رشته معماری را در مدرسه عالی ملی هنرهای تزئینی تدریس می‌کرد.

## نگارخانه

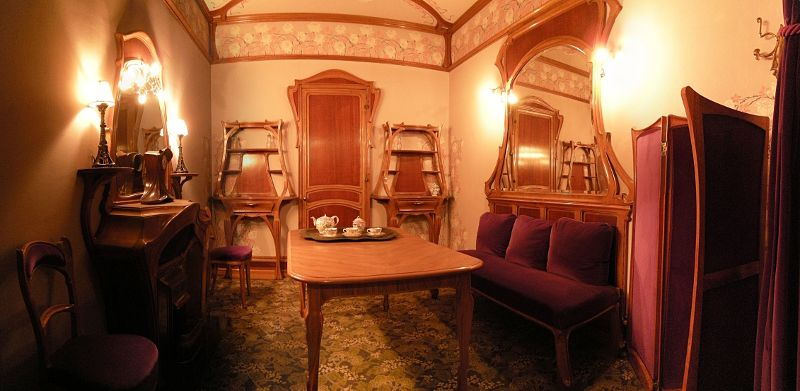
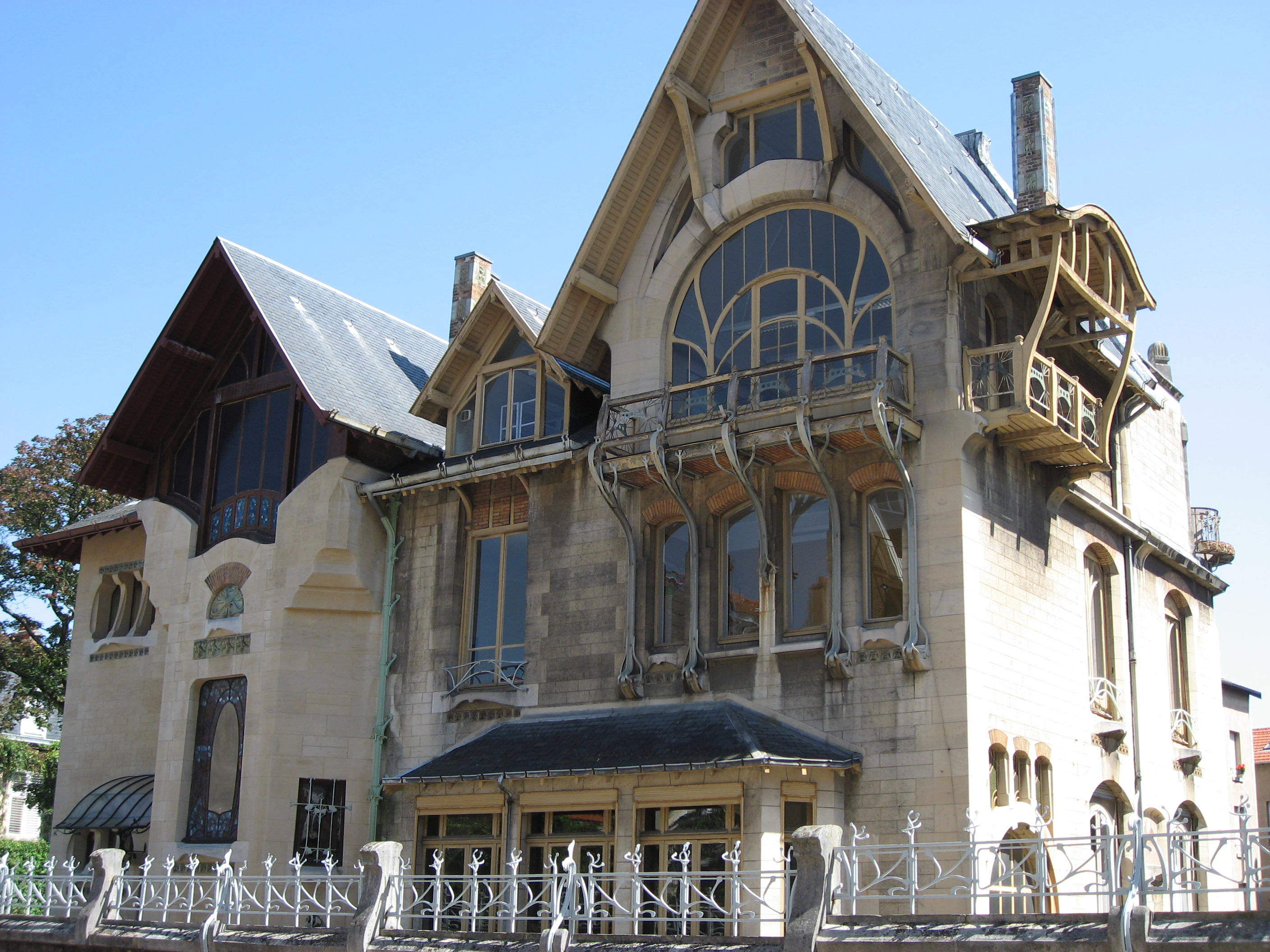
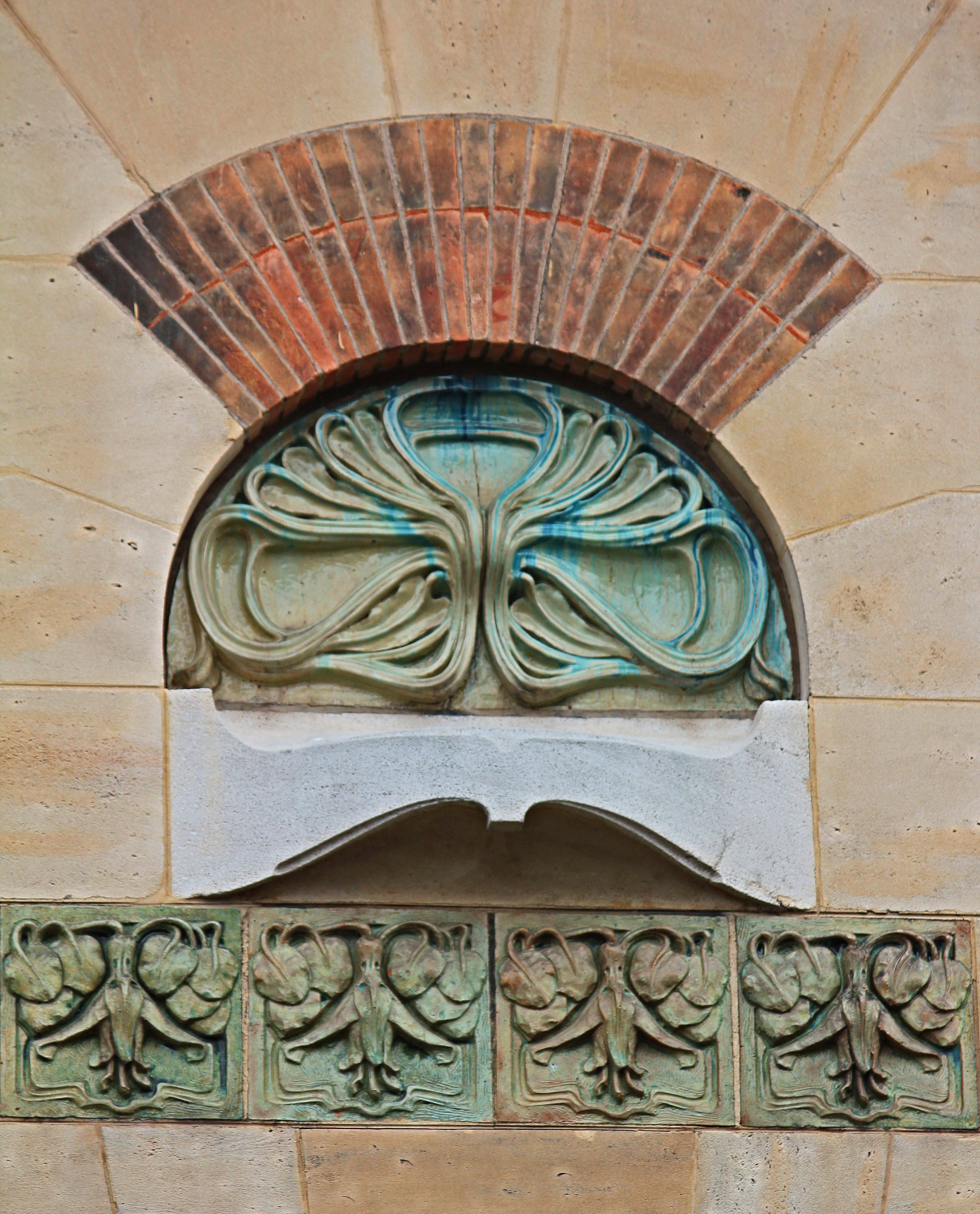